# لیدی (گروه موسیقی)
لیدی (به انگلیسی: Lady) گروه موسیقی تراجنسی کره‌ای بود.
این گروه از چهار زن ترنس تشکیل شده بود و بین سال‌های ۲۰۰۵-۲۰۰۷ فعالیت می‌کرد.